# Gulići
Gulići (en italien : Gulli) est une localité de Croatie située en Istrie, dans la municipalité de Poreč, dans le comitat d'Istrie.